# Schizocosa afghana
Schizocosa afghana är en spindelart som först beskrevs av Roewer 1960.  Schizocosa afghana ingår i släktet Schizocosa och familjen vargspindlar.
Artens utbredningsområde är Afghanistan. Inga underarter finns listade i Catalogue of Life.